# Invincible Presents: Atom Eve
«Invincible Presents: Atom Eve» — відеогра 2023 року, розроблена Terrible Posture Games і видана Skybound Games. Вільно заснована на серії книг коміксів Image Comics «Невразливий» та похідному мультсеріалі, гра розповідає самостійну історію Атомної Єви, її подвійного життя учениці випускного класу та супергероїні. Гра поєднує ігровий процес рольових відеоігор і візуальних новел, а музику й пісні до неї надав канадський електропоп дует «Milk & Bone». Гра була видана 14 листопад 2023 року, й отримала позитивні відгуки.

## Ігровий процес
В «Invincible Presents: Atom Eve», гравець керує титульною персонажкою, Атомною Євою. Євині сили налаштовуються за допомогою дерева навичок, а також виборів у розгалуженій оповідь. Деякі вибори у діалогах можуть впливати на сюжет та обмежені в часі. Гравці здобувають очки досвіду, долаючи ворогів і виконуючи квести. Бої — покрокові, а вибори гравця щодо Євиних сил впливають на доступні йому опції. Наприклад, пріоритизація суперсил, що спрощують діалоги, може лишити Єві менше опцій у бою. Під час бою, Єва знає про наступні ходи своїх ворогів. Гравці можуть відбити ці атаки, витративши енергію, необхідну на виконання власних атак. Невикористана енергія Єви додається до її наступного ходу.

## Сюжет
У флешбеці, Саманта Єва Вілкінс / Атомна Єва б'ється з лиходієм Вбивцегарматою і долає його. Після цього колега-супергерой Робот запрошує її до своєї групи, Підліткової команди. Єва повертається додому та змушена розкрити батькам свою супергеройську особистість. Рік потому, під час патрулювання, Єва помічає зелену іншопланетянку, що летить у повітрі, хоча змушена ще раз мати справу зі Вбивцегарматою. Єва швидко знешкоджує його та залишає Підліткову команду подбати про ситуацію. Наступного дня розпочинається Євин випускний рік у школі. Підліткова команда відгукується на пограбування, скоєне Близнюками Молерами, де героям допомагає таємничий супергерой у піжамі, що кличе себе Невразливим. Наступного дня, у школі, Єва зустрічає однокласника Марка Грейсона, котрий розкривається їй як Невразливий. Вони товаришують одне з одним, а також із Марковими друзями Вільямом Клоквеллом та Ембер Беннетт.
Згодом, Єва зустрічає одного з учнів зі своєї школи, Тодда, до грудей якого грубо прищепили хімічну бомбу. Єва може або вчасно розрядити бомбу, або натомість урятувати громадян, жертвуючи Тоддом. Незалежно від результату, Єва починає розслідувати походження бомби. Її розслідування переривають доповіді про збурення на міській електростанції. Єва прибуває й зустрічає зелену іншопланетянку, яку бачила раніше, й яка викачує енергію з енергореактора. Прибулиця, що кличе себе королевою-воїном Універсою, б'ється з Євою, розповідаючи, що її світ гине, а для його порятунку їй необхідна енергія з Землі. Єва долає Універсу та знищує її патерицю, лишаючи її без тями. Прибуває Робот і затримує Універсу, хоч і не дозволяє Єві копати глибше в Універсину історію. Розслідуючи бомбу, Єва виявляє, що її вчителька з хімії, Гайлс, була однією з творців бомби, а зараз співпрацює з Близнюками Молерами. Об'єднавшись із Марком, Єва долає Близнюків, а потім обирає, дозволити чи запобігти Гайлс скоїти самогубство за допомогою її власної бомби. Незалежно від результату, Робот конфіскує світлокопії креслень бомби Гайлс, однак Єва змушує його пообіцяти їй колись допит Універси.
У випускний день, Єва, Марк, Вільям та Ембер святкують вступ до коледжу, але Єва визнає, що не надсилала жодної заяви про вступ, бо жодний із коледжів їй не пасує. Потім група дізнається, що Вартові Кулі, провідна супергеройська команда світу, була жорстоко вбита невизначеним нападником. Єва та Марк відвідують поховання Вартових, але Єва розчаровується, не побачивши на ньому свого хлопця й колегу з Підліткової команди, Рекса Слоана / Рекса Сплоуда. Пізніше вона виявляє, що Рекс зрадив їй із іншою членкинею команди, Кейт Ча / Дублі-Кейт, через зростання ревнощів до дружби Єви та Марка. З розбитим серцем, Єва розлучається з Рексом.
За деякий час Робот інформує Єву про те, що Глобальна оборонна агенція обрала її очолити новий підрозділ Вартових, що також означає розпуск Підліткової команди. Єва відхиляє Роботову пропозицію долучитися до нових Вартових. Повернувшись додому, Єва сперечається з батьками про розлучення з Рексом, а потім люто залишає дім, іде до передмістя, де вона створює собі будинок на дереві. Наступного дня з Євою контактує Сесіл Стедман, директор ГОА, та розкриває, що Універса бажає говорити з нею. Проте, їхня розмова переривається, а потім Єва дізнається, що Марк вплутався у бій зі своїм батьком, Ноланом Грейсоном / Омніменом, який також відповідальний за вбивство початкових Вартових. Єва прагне вирушити на допомогу Маркові, але її спиняє лиходій Док Сейсмічний. Єва порається з Сейсмічним, а потім дізнається, що Омнімен відступив у космос, а Марка госпіталізовано.
За деякий час після інциденту Єва возз'єднується з Вільямом, а також із Ембер, яка розлучилася з Марком через те, що він постійно скасовував їхні побачення. Коли Ембер починає дізнаватися, що Марк і Невразливий — одна й та сама особа, Єва вагається, чи не розкрити свою супергеройську особистість Ембер і Вільямові. Єва вирушає до в'язниці ГОА та зустрічається з Сесілом, який впускає її до Універсиної камери. Універса благає Єву відновити її Патерицю Лідерства, щоб вона змогла залишити планету та вирушити на пошуки інших ресурсів для свого народу. Єва знаходить одну половину патериці у сховку Вбивцегармати, а іншу — на електростанції. Єва здобуває обидві частини й об'єднує їх.
Відвідавши Марка вдома після виписки, Єва приносить Універсину патерицю до в'язниці ГОА, але Універса тікає зі своєї камери, забираючи патерицю з собою. Єва розпочинає підготовку для останньої сутички з Універсою, водночас приймаючи Роботову пропозицію про допомогу. Єва повертається до електростанції, де б'ється зі Вбивцегарматою й Універсою. Зрештою, Єва може зробити вибір, чи повірити Універсі й допомогти їй викачати енергію з енергореактора, чи допомогти ГОА затримати її. Після битви, залежно від попередніх взаємодій, Єва може поновити стосунки з Рексом, почати нові з Марком, або лишитися друзями з обома. Вона повертається до свого будинку на дереві, з надією на майбутнє.

## Розробка
Skybound Games випустила «Invincible Presents: Atom Eve» для Windows 14 листопада 2023 року, розроблену Terrible Posture Games, які раніше працювали зі Skybound над «The Walking Dead: Last Mile». Того самого тижня гра стала доступною безкоштовно за сервісом підписки Amazon Prime Gaming.

## Критика
| Агрегатор  | Оцінка                          |
| ---------- | ------------------------------- |
| Metacritic | 79/100                          |
| OpenCritic | 80 % 70 % критиків рекомендують |

«Invincible Presents: Atom Eve» отримала позитивні відгуки на Metacritic. «RPGFan» уподобав те, що можна грати без знання книги коміксів або мультсеріалу. Вони знайшли її дещо короткою, але схвалили ігровий процес, персонажів, саундтрек і візуальні ефекти. Хоча «Shacknews» сказав, що «Атомна Єва» «тяжіє до деяких передбачуваних супергеройських тропів», вони схвалили сюжет. Вони також насолодилися ігровим процесом і сказали, що рольові елементи допомогли відрізнити її від інших візуальних новел. «Sports Illustrated», сказав, що гра не така добра, як мультсеріал, але в неї варто грати.